# Дмитриев, Михаил Аркадьевич
Дми́триев Михаи́л Арка́дьевич (род. 25 апреля 1947 г. в Москве) — российский военный деятель, генерал-лейтенант, руководитель Федеральной службы по военно-техническому сотрудничеству Министерства обороны РФ (с 9 апреля 2004 г. по 24 мая 2012 г.).

## Биография
Окончил Московский государственный институт международных отношений МИД СССР в 1970 г.
После окончания института до 1991 г. служил в КГБ СССР, затем до 2000 г. работал в Службе внешней разведки РФ, в том числе в должности руководителя Информационно-аналитического управления. В августе — ноябре 2000 г. был заместителем Министра промышленности, науки и технологий РФ. С 13 ноября 2000 г. работает в Министерстве обороны РФ в должности заместителя Министра, с 28 декабря 2000 г. по 9 апреля 2004 г. в должности председателя комитета по военно-техническому сотрудничеству с иностранными государствами — заместителя Министра, с декабря 2012 г. в должности советника Министра.
Действительный государственный советник Российской Федерации I класса (2008).
Член совета директоров АО «КТРВ».

## Санкции
7 декабря 2023 рода Михаил Аркадьевич был добавлен в санкционный список Украины, как член совета директоров промышленной компании, которая находится под санкциями ЕС и США в связи с поддержкой действий РФ, направленых на насильственное изменение, свержение конституционного строя, захват государственной власти, изменения границ территории или государственной границы Украины, посягательство на территориальную целостность и неприкосновенность Украины.

## Награды
- орден "Знак Почёта" (1981)
- орден "За заслуги перед Отечеством" IV степени
- орден Дружбы (2005)
- Медаль Столыпина П. А. II степени (26 апреля 2012) — за большой вклад в разработку и реализацию государственной политики в области военно-технического сотрудничества и многолетнюю безупречную государственную службу[4]